# 泫希
泫希（Aria Lam），（1997年6月9日—），原名林芷彤，2020年出道，當時20歲，她名字是公司特意搵師傅改，「泫」有朝早霧水意思，希望保持初心；「希」則代表希望能用自創歌感染他人生命。 首支派台歌《Take Care》有三個版本，分別為廣東話、國語及英文：「比較擅長國語同英文歌，唱廣東話歌咬字有待改進。

## 歌曲
- 《Love You Dearly》
- 《蝴蝶》（假設性無罪插曲）
- 《Take Care》
- 《夢樂園》

## 外部
- 泫希的Facebook專頁
- 泫希的Instagram帳戶